# Норт-Ірвін (Пенсільванія)
Норт-Ірвін (англ. North Irwin) — місто (англ. borough) в США, в окрузі Вестморленд штату Пенсільванія. Населення — 823 особи (2020).

## Географія
Норт-Ірвін розташований за координатами 40°20′20″ пн. ш. 79°42′41″ зх. д. / 40.33889° пн. ш. 79.71139° зх. д. (40.338942, -79.711443).  За даними Бюро перепису населення США в 2010 році місто мало площу 0,52 км², уся площа — суходіл.

## Демографія
Згідно з переписом 2010 року, у селищі мешкало 846 осіб у 370 домогосподарствах у складі 223 родин. Густота населення становила 1615 осіб/км².  Було 392 помешкання (748/км²).
Расовий склад населення:
| - 98,8 % — білих - 0,4 % — чорних або афроамериканців - 0,2 % — азіатів - 0,1 % — вихідців з тихоокеанських островів |

До двох чи більше рас належало 0,5 %. Частка іспаномовних становила 1,2 % від усіх жителів.
За віковим діапазоном населення розподілялося таким чином: 22,2 % — особи молодші 18 років, 64,1 % — особи у віці 18—64 років, 13,7 % — особи у віці 65 років та старші. Медіана віку мешканця становила 38,7 року. На 100 осіб жіночої статі у селищі припадало 93,6 чоловіків;  на 100 жінок у віці від 18 років та старших — 95,8 чоловіків також старших 18 років.
Середній дохід на одне домашнє господарство  становив 55 150 доларів США (медіана — 42 026), а середній дохід на одну сім'ю — 60 693 долари (медіана — 52 344). Медіана доходів становила 46 705 доларів для чоловіків та 36 429 доларів для жінок. За межею бідності перебувало 8,6 % осіб, у тому числі 9,1 % дітей у віці до 18 років та 13,4 % осіб у віці 65 років та старших.
Цивільне працевлаштоване населення становило 441 особа. Основні галузі зайнятості: освіта, охорона здоров'я та соціальна допомога — 17,9 %, роздрібна торгівля — 14,5 %, виробництво — 13,8 %.